# Sextuor
Pour les articles homonymes, voir Sextuor (homonymie) et Sextet (homonymie).

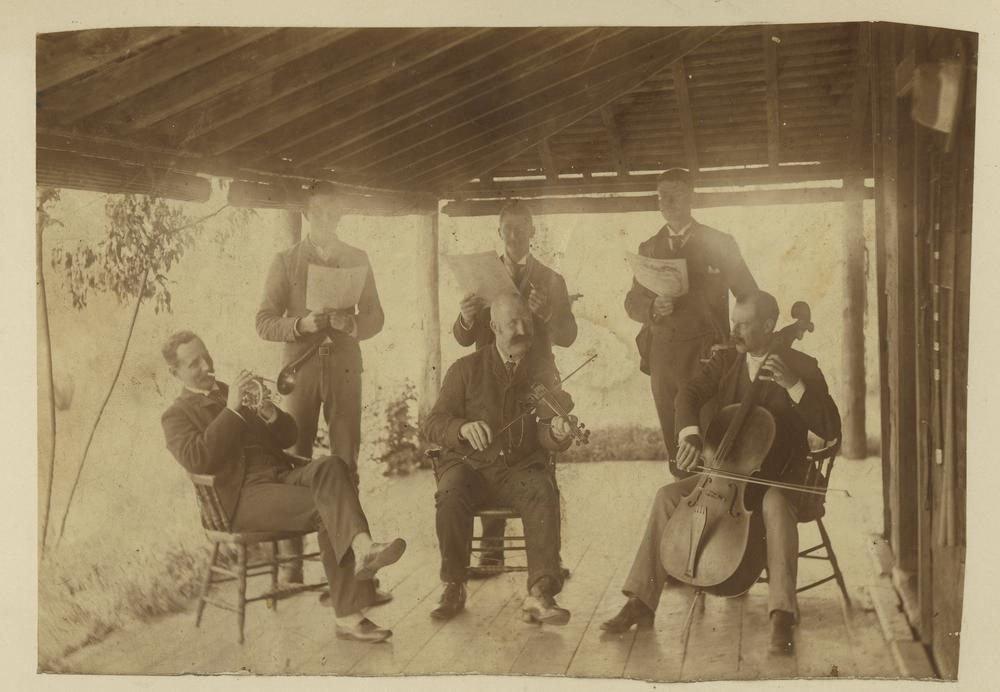
Un Sextuor en Australie en 1902.

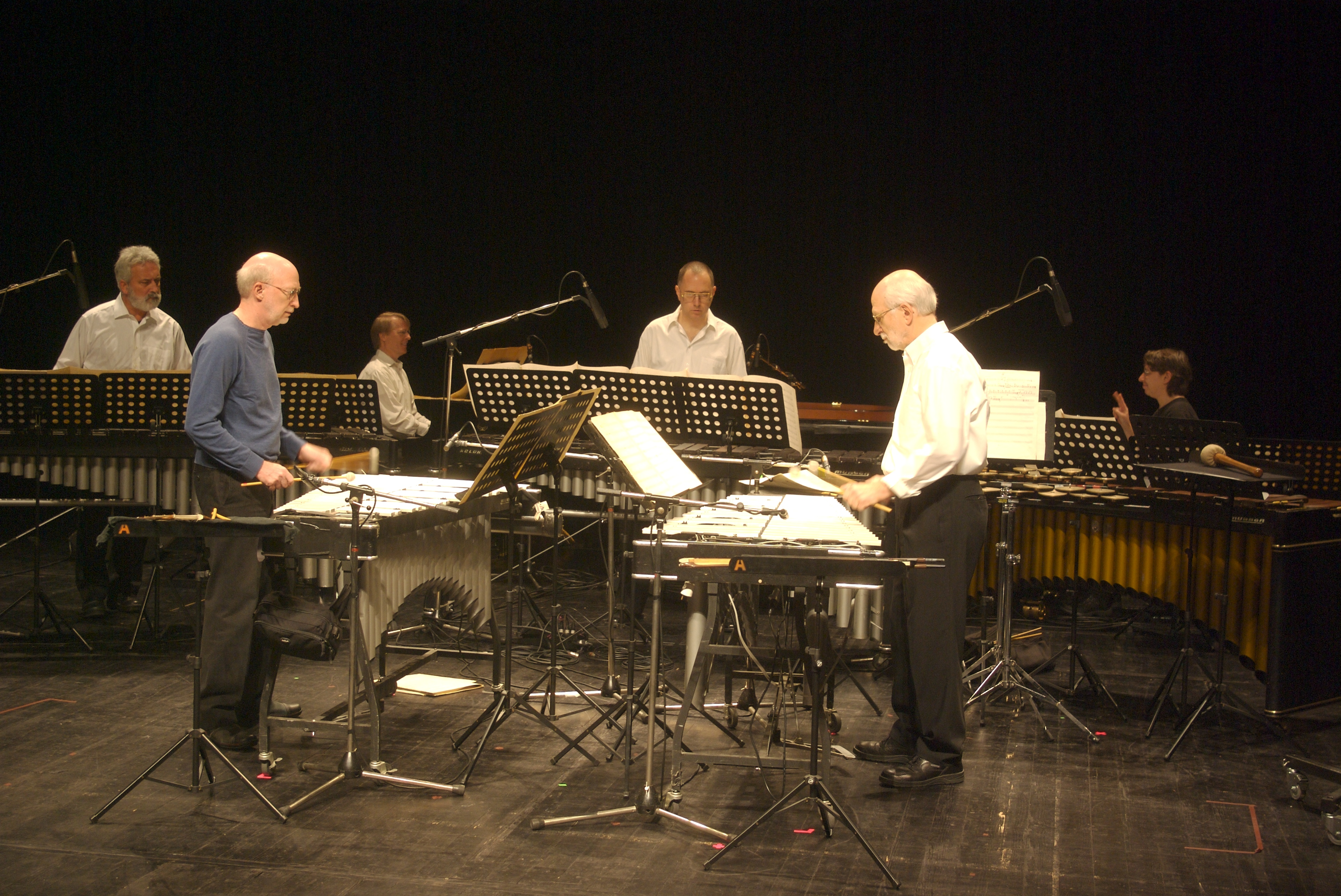
Le Steve Reich Ensemble en répétition de Sextet au Havre. De gauche à droite : Garry Kvistad, Bob Becker, Edmund Niemann, Thad Wheeler, Russell Hartenberger, et Nurit Tilles (2007).

En musique, un sextuor, intermédiaire entre le quintette et le septuor, désigne : 
- un ensemble de six chanteurs ou instrumentistes,
- une écriture musicale à six parties solistes, avec ou sans accompagnement,
- une œuvre de musique de chambre pour six musiciens de genre et de forme très variés.

## Ensemble musical
Un sextuor — ou sextet, en jazz — est tout d'abord un ensemble musical composé de six musiciens solistes, ou de six groupes de musiciens — c'est-à-dire, six pupitres.

## Genre musical
Un sextuor est également un genre musical destiné à ce type de formation. Il désigne alors une pièce musicale à six parties simultanées, destinée à être interprétée par six solistes, avec ou sans accompagnement.
Par exemple : le sextuor final du IIe acte du Don Giovanni de Mozart nécessite deux basses, un ténor et trois sopranos — plus l'orchestre, naturellement. Deux sextuors sont également présents dans Le Nozze di Figaro (final de l'acte II et dans l'acte III).
Dans la musique classique, et plus précisément la musique de chambre, le mot désigne une sonate pour six instruments solistes. Il peut être écrit pour les parties dédoublées d'un trio à cordes — deux violons, deux altos et deux violoncelles — ou pour toute autre combinaison.

### Principaux sextuors

#### Sextuors vocaux
- le sextuor de l'acte II de Cosi fan tutte (1799) de Mozart ;
- Le sextuor "Che mi frena in tal momento" de Lucie de Lammermoor (1835) de Gaetano Donizetti .

#### Sextuors à cordes

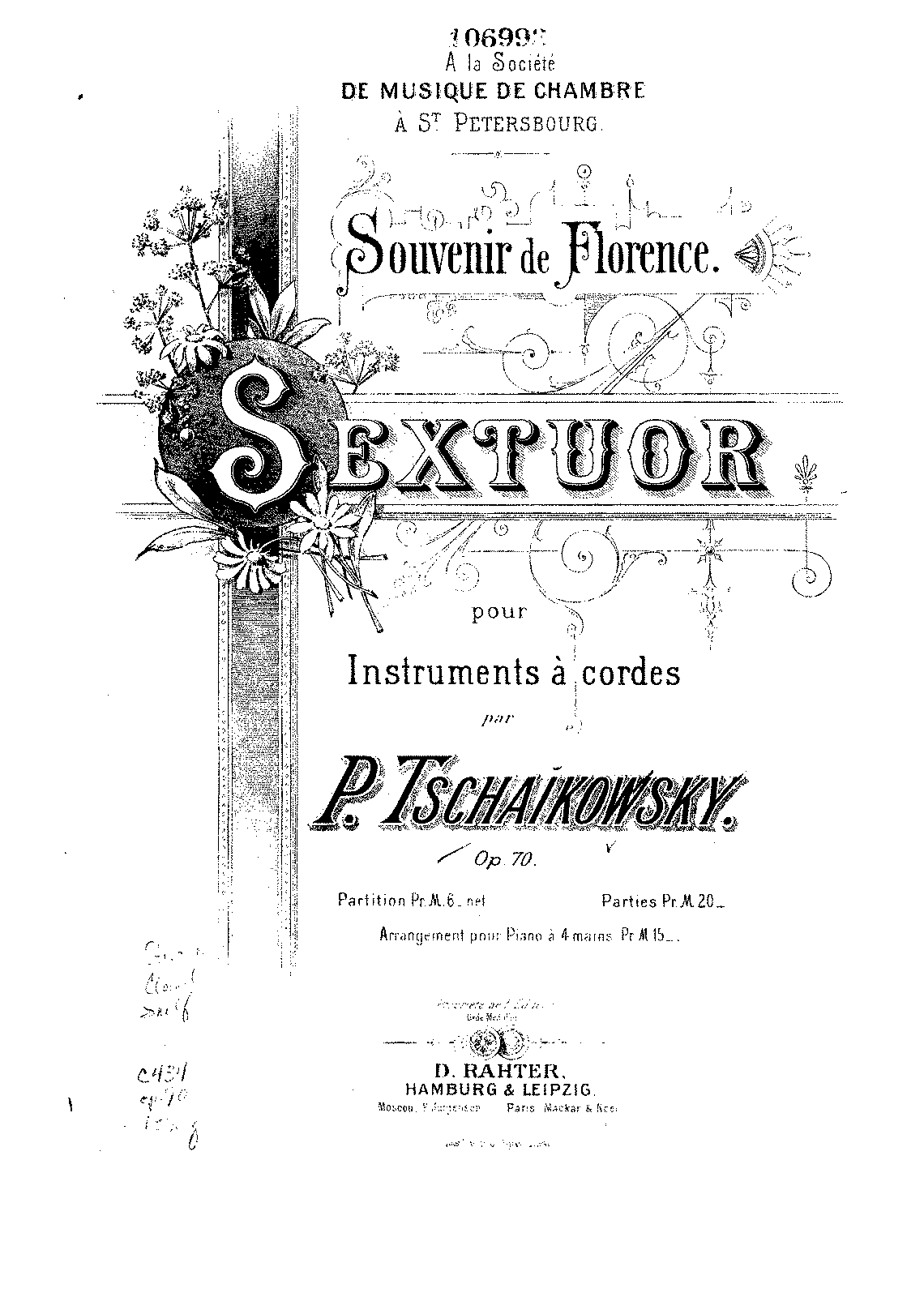
sextuor Souvenir de Florence op. 70 de Piotr Ilitch Tchaïkovski.

- 6 sextuors à cordes op. 23 (1776) de Luigi Boccherini ;
- Le sextuor op. 81b (1794) de Ludwig van Beethoven ;
- Le sextuor avec piano (en) op. 110 (1824) de Felix Mendelssohn ;
- Les deux sextuors à cordes, op. 18 (1860) et op. 36 (1865) de Brahms ;
- Le sextuor à cordes en la majeur (1876) de Rimski-Korsakov ;
- Le sextuor à cordes en la majeur op. 48 (1878) d'Antonín Dvořák ;
- Le sextuor Souvenir de Florence op. 70 (1890 & 1891-1892) de Piotr Ilitch Tchaïkovski ;
- La « Nuit transfigurée » op. 4 (1899) d'Arnold Schönberg ;
- Le Sextuor pour 2 violons, 2 altos et 2 violoncelles (1920-1924) d'Erwin Schulhoff.

#### Sextuors pour piano et cordes
- Sextuor pour piano et cordes (1832), de Mikhaïl Glinka ;

#### Sextuors pour piano et vents (quintette à vent)
- Le sextuor de Louise Farrenc (1852) ;
- Le divertissement d'Albert Roussel (1906) ;
- Le sextuor de Francis Poulenc (1931-1932 & 1939).

#### Autres sextuors instrumentaux
- La Sérénade no 11 pour vents en mi bémol majeur  KV 375 (1781), œuvre de Wolfgang Amadeus Mozart, puis pour octuor en 1782 ;
- Le Sestetto pour Clarinette, Cor, Violon, Viola, Violoncelle et Basse (1807) de Joachim Nikolas Eggert[1] ;
- L' Ouverture sur des thèmes juifs opus 34 (1919) de Sergueï Prokofiev  pour clarinette, quatuor à cordes et piano ;
- Le Concerto pour clavecin et cinq instruments (1923) de Manuel de Falla ;
- Mládí (1924) de Leoš Janáček pour sextuor d'instruments à vent (quintette à vent associé à une clarinette basse) ;
- La Revue de cuisine (1927) de Bohuslav Martinů, pour clarinette, basson, trompette, violon, violoncelle et piano ;
- Le sextuor pour piano, cordes et vents (1935) d'Ernő Dohnányi ;
- Le sextuor pour clarinette, piano et cordes (1936) d'Aaron Copland ;
- Le Sextet (1984 & 1985) de Steve Reich ;
- Le sextet (jazz) (1987) pour orgue, piano, guitare, guitare basse, batterie et percussion de Carla Bley ;
- Le sextuor avec clarinette (2000) de Krzysztof Penderecki[2].